# Лэмбовский сдвиг
Лэ́мбовский сдвиг — различие между энергиями стационарных состояний {\displaystyle ^{2}S_{1/2}} и {\displaystyle ^{2}P_{1/2}} атома водорода и водородоподобных ионов, обусловленное взаимодействием атома с нулевыми флуктуациями электромагнитного поля.  Экспериментальное изучение смещения уровней атома водорода и водородоподобных ионов представляет фундаментальный интерес для проверки теоретических основ квантовой электродинамики.

## История открытия
Экспериментально установлен У. Ю. Лэмбом (англ. Willis Lamb) и Р. Ризерфордом в 1947 году. В том же году теоретически объяснён Хансом Бете.
В 1955 году за свою работу Уиллис Юджин Лэмб был удостоен Нобелевской премии.
В 1938 году расчёты, по существу предсказывающие лэмбовский сдвиг, провёл Д. И. Блохинцев, но его работа была отклонена редакцией журнала ЖЭТФ и была опубликована лишь в 1958 году в трудах Д. И. Блохинцева.

## Суть эффекта
Сдвиг уровней — это небольшое отклонение тонкой структуры уровней энергии водородоподобных атомов от предсказаний релятивистской квантовой механики, основанных на уравнении Дирака. 
Однако Лэмб и Ризерфорд методом радиоспектроскопии обнаружили расщепление уровней 2S1/2 (n = 2, l = 0, j = 1/2) и 2Р1/2 (n = 2, l = 1, j = 1/2) в атоме водорода, которые по расчётам Дирака должны были совпадать. Величина сдвига пропорциональна {\displaystyle \alpha ^{3}R}, где {\displaystyle \alpha } — постоянная тонкой структуры, {\displaystyle R} — постоянная Ридберга. 
Определённый вклад вносят также эффекты движения и внутренней структуры ядра.

### Научно-популярное объяснение
Результатом взаимодействия атома с нулевыми колебаниями электромагнитного поля (вакуумные флуктуации поля) являются дополнительные «колебания» электрона, что проявляется в смещении уровня энергии электрона. Это явление называется лэмбовским сдвигом. Другими словами, сдвиг энергии обусловливается нулевыми флуктуациями, т. е. не равными нулю среднеквадратичными значениями напряжённостей электрического (E) и магнитного (B) полей, под действием которых электрический заряд оказывается эффективно как бы размазанным. Это уменьшает действие кулоновского потенциала и повышает уровень энергии s-состояний.
Эффекты, связанные с поляризацией вакуума, т. е. с рождением электрон-позитронных пар, дают относительно малый вклад в лэмбовский сдвиг.

## Эксперимент
В 1947 Уиллис Лэмб и Роберт Ризерфорд провели эксперимент с использованием микроволнового излучения для стимулирования радиочастотных переходов между квантовыми уровнями атома водорода {\displaystyle ^{2}S_{1/2}} и {\displaystyle ^{2}P_{1/2}}. Разница в энергии, найденная Лэмбом и Ризерфордом для перехода между {\displaystyle ^{2}S_{1/2}} и {\displaystyle ^{2}P_{1/2},} составила ~1060 МГц.
Эта разность является эффектом квантовой электродинамики и может интерпретироваться как влияние виртуальных фотонов, которые испустились и были повторно перепоглощены атомом. В квантовой электродинамике электромагнитное поле квантуется так же, как и гармонический осциллятор в квантовой механике. Основное состояние поля имеет энергию {\displaystyle \hbar \omega /2}, отличную от нуля (см. Состояния Фока), то есть нулевые колебания поля увеличивают энергию электрона. Радиус орбиты электрона заменяется на величину {\displaystyle (r+\delta r)}, что изменяет силу кулоновской связи электрона с ядром, поэтому вырождение уровней {\displaystyle ^{2}S_{1/2}} и {\displaystyle ^{2}P_{1/2}} состояний снимается. Новую энергию уровней можно записать как (используются атомные единицы)
{\displaystyle \langle E_{\text{pot}}\rangle =-{\frac {Ze^{2}}{4\pi \epsilon _{0}}}\left\langle {\frac {1}{r+\delta r}}\right\rangle .}
Сам лэмбовский сдвиг при {\displaystyle l=0}:
{\displaystyle \Delta E_{\text{Lamb}}=\alpha ^{5}m_{e}c^{2}{\frac {k(n,0)}{4n^{3}}},}
и при {\displaystyle l\neq 0}, {\displaystyle j=l\pm 1/2}:
{\displaystyle \Delta E_{\text{Lamb}}=\alpha ^{5}m_{e}c^{2}{\frac {1}{4n^{3}}}\left[k(n,l)\pm {\frac {1}{\pi (j+{\frac {1}{2}})(l+{\frac {1}{2}})}}\right],}
где {\displaystyle k(n,l)} — малая величина (< 0,05).

## Значение величины
В работе 1983 года измерение лэмбовского сдвига было выполнено при помощи двойного атомного интерферометра. Было получено значение 1057,8514(19) МГц.
Ещё более сильное, чем в атоме водорода, электромагнитное взаимодействие происходит между электронами и ядрами тяжёлых атомов. Исследователи из лаборатории GSI (Дармштадт, Германия) пропускали пучок атомов урана (зарядовое число 92) через фольгу, в результате чего атомы теряли все, кроме одного, из своих электронов, превращаясь в ионы с зарядом +91 элементарных зарядов. Электрическое поле ядра на расстоянии орбиты оставшегося электрона в таком ионе достигало величины 1016 В/см. Измеренный лэмбовский сдвиг в ионе составил 468±13 эВ — в согласии с предсказаниями квантовой электродинамики.
Лэмб экспериментально измерил значение магнитного момента электрона, которое отличается в 1,001159652200 раза от значения магнетона Бора, предсказанного Дираком. Когда была создана теория перенормировок, лэмбовский сдвиг оказался первым физическим эффектом подтверждающим её правильность (и, соответственно, правильность квантовой электродинамики, построенной с использованием этой перенормировки). Вычисленное новое теоретическое значение оказалось равно 1,001159652415 магнетона Бора, что поразительно точно совпадает с экспериментом.
По данным на 1996 год, вклад собственной энергии во втором порядке по константе связи (порядок величины {\displaystyle m\alpha (\alpha Z)^{4}}) составляет 1077,640 МГц, поляризация вакуума во втором порядке по константе связи (порядок величины {\displaystyle m\alpha (\alpha Z)^{4}}) составляет −27,084 МГц, релятивистские поправки (порядок величины {\displaystyle m\alpha (\alpha Z)^{5}}) составляют 7,140 МГц, релятивистские поправки (порядок величины {\displaystyle m\alpha (\alpha Z)^{6}}) равны −0,372 МГц, вклад собственной энергии в четвёртом порядке по константе связи (порядок величины {\displaystyle m\alpha ^{2}(\alpha Z)^{4}}) составляет 0,342 МГц, поляризация вакуума в четвёртом порядке по константе связи (порядок величины {\displaystyle m\alpha ^{2}(\alpha Z)^{4}}) равна −0,239 МГц, поправка на отдачу равна 0,359 МГц, поправка на конечный размер протона составляет 0,125 МГц.

## Полуклассическая оценка
Оценим величину лэмбовского сдвига, исходя из классического уравнения движения электрона под воздействием нулевых колебаний электромагнитного поля в вакууме:
| {\displaystyle m\delta {\ddot {r}}=eE,} | (1) |

где {\displaystyle \delta r} — отклонение электрона от орбиты, {\displaystyle E} — напряжённость электрического поля нулевых колебаний электромагнитного поля в вакууме.
Разложим напряжённость электрического поля по плоским волнам:
| {\displaystyle E=\sum _{k}E_{k}\cos \omega _{k}t,} | (2) |

где {\displaystyle \omega _{k}=kc.}
Интегрируя уравнения движения (1), получаем {\displaystyle \delta r=-{\frac {e}{m}}\sum _{k}{\frac {E_{k}\cos \omega _{k}t}{\omega _{k}^{2}}}.} Среднее значение смещения {\displaystyle \delta r} равно нулю, а средний квадрат смещения будет отличен от нуля: {\displaystyle {\overline {\delta r^{2}}}={\frac {e^{2}}{2m^{2}}}\sum _{k}{\frac {E_{k}^{2}}{\omega _{k}^{4}}}.}
Используем формулу энергии нулевых колебаний
| {\displaystyle W={\frac {1}{4\pi }}\int \limits _{V}E^{2}\,dV=\sum _{k}{\frac {1}{2}}\hbar \omega _{k}.} | (3) |

Разложение (2) в формуле (3) приводит к равенству {\displaystyle E_{k}^{2}={\frac {4\pi \hbar \omega _{k}}{V}},} а средний квадрат амплитуды дрожания электрона на орбите будет равен {\displaystyle {\overline {\delta r^{2}}}={\frac {2\pi e^{2}\hbar }{Vm^{3}}}\sum _{k}{\frac {1}{\omega _{k}^{3}}}.}
Заменим здесь суммирование по волновым векторам на интегрирование по частотам вакуумных фотонов {\displaystyle \sum _{k}\mapsto 2V\int {\frac {d^{3}k}{(2\pi )^{3}}}.} Множитель {\displaystyle 2} отвечает двум возможным поляризациям фотона.
В результате для {\displaystyle {\overline {\delta r^{2}}}} получаем следующий интеграл:
{\displaystyle {\overline {\delta r^{2}}}={\frac {2}{\pi }}\alpha \left({\frac {\hbar }{mc}}\right)^{2}\int {\frac {d\omega }{\omega }},}
где {\displaystyle \alpha ={\frac {e^{2}}{\hbar c}}} — постоянная тонкой структуры.
Оценим верхний и нижний пределы интегрирования в этом выражении. Так как движение электрона имеет нерелятивистский характер, то импульс, получаемый от фотона нулевых колебаний, {\displaystyle \hbar k<mc.}
Верхний предел интегрирования 
{\displaystyle \omega _{\text{max}}={\frac {mc^{2}}{\hbar }}.}
Нижний предел интегрирования
{\displaystyle \omega _{\text{min}}={\frac {E_{n}}{\hbar }}={\frac {(Ze^{2})^{2}m}{2n^{2}\hbar ^{3}}},}
где {\displaystyle n=1,2,3,\dots } — главное квантовое число.
Таким образом, окончательно имеем 
{\displaystyle {\overline {\delta r^{2}}}={\frac {2}{\pi }}\alpha \left({\frac {\hbar }{mc}}\right)^{2}\ln {\frac {2n^{2}}{(Z\alpha )^{2}}}.}
Размеры области, по которой изменяются координаты электрона, определяются величиной 
{\displaystyle r_{\text{vac}}={\sqrt {\overline {\delta r^{2}}}}={\frac {{\sqrt {\alpha }}\hbar }{mc}}.}
Вследствие влияния нулевых колебаний выражение для потенциальной энергии взаимодействия электрона с ядром вместо выражения
{\displaystyle V(r)=e\varphi }
преобразуется к виду 
| {\displaystyle V(r)=V+\delta {V}=e\varphi (r+\delta r)=e\left[1+(\delta r\nabla )+{\frac {1}{2}}(\delta {r}\nabla )^{2}+\dots \right]\varphi (r).} | (4) |

В этой формуле выполнено разложение потенциала ядра по малому параметру {\displaystyle \delta r}, а {\displaystyle \nabla } —  векторный дифференциальный оператор.
Усредняя уравнение (4) по дрожанию электрона и имея в виду уравнение Пуассона {\displaystyle \Delta \varphi (r)=-4\pi \rho (r),} получим дополнительную энергию взаимодействия электрона с ядром
{\displaystyle \delta V_{\text{vac}}={\frac {4}{3}}e\alpha \left({\frac {\hbar }{mc}}\right)^{2}\rho (r)\ln {\frac {2n^{2}}{(Z\alpha )^{2}}}.}
Учитывая, что движение электрона в атоме водорода описывается волновой функцией {\displaystyle \psi (r),} сдвиг уровней энергии {\displaystyle \delta E_{\text{vac}}=\langle \delta V_{\text{vac}}\rangle ={\frac {4mc^{2}}{3\pi n^{3}}}\alpha {(Z\alpha )^{4}}\ln {\frac {2n^{2}}{Z\alpha ^{2}}},} где {\displaystyle |\psi (0)|^{2}={\frac {Zm\alpha ^{3}}{\pi n^{3}}},} а угловые скобки означают усреднение по движению электрона.
Численное значение полученной оценки {\displaystyle \delta E_{\text{vac}}} при {\displaystyle n=2} составляет примерно 1000 МГц.